# Fanny Adams
Fanny Adams (Alton, 1859. április 30. – Alton, 1867. augusztus 24.) nyolcéves angol lány volt, akit Frederick Baker ügyvédi hivatalnok ölt meg Altonban, Hampshire-ben 1867. augusztus 24-én. Maga a gyilkosság rendkívül brutális volt, és országos felháborodást váltott ki az Egyesült Királyságban. Fannyt Baker elrabolta, és az otthonához közeli komlókertbe vitte, ahol brutálisan meggyilkolták és feldarabolták; egyes testrészei sosem kerültek elő. A további vizsgálatok azt mutatták, hogy két kis kést használtak a gyilkossághoz, de később úgy ítélték meg, hogy ezek nem lettek volna elegendőek a bűncselekmény végrehajtásához, és egy másik fegyver lehetett a gyilkos eszköz.
A teljes állásidő vagy tétlenség kifejezésére használt „édes Fanny Adams” katonai, kézi kereskedelem és öltözői beszéd kifejezés legalább a 20. század közepe óta használatos, egy erősebb kifejezéssel versengve. Szokatlan módon ez a kifejezés nem bowdlerizálás. A "Fanny Adams" az 1860-as évek haditengerészeti szlengjébe érkezett, hogy leírja a kétes eredetű új húskonzervet. Kiszélesedett, hogy bármit is jelentsen, ami nagyon alulmaradt, majd tovább, hogy összeolvadjon a kezdőbetűinek megosztásával, hogy egyáltalán semmit se jelentsen. A kifejezés ma "édes FA"-ként is megjelenik.

## Háttér
Fanny Adams és családja az angliai Hampshire-i mezővárosi ranggal rendelkező Alton északi oldalán élt. . Az 1861-es népszámlálás szerint Fanny apjával és öt testvérével élt. A család láthatóan helyi gyökerű volt; a szomszédban lakott George Adams és felesége, Ann, akikről úgy tartják, hogy Fanny nagyszülei voltak. 
Fannyt "magas, kedves és intelligens lánynak" nevezték. Idősebbnek tűnt valódi nyolcéves koránál, és helyileg élénk és vidám kedélyéről ismerték. Fanny legjobb barátja, Minnie Warner ugyanennyi idős volt, és a szomszédban lakott, csak a Tanhouse Lane-en. Alton városa bőséges komlókínálatáról volt híres, ami számos sörfőzde megnyitásához vezetett a városban, és a komlószedést a XX. század közepéig a gazdaság szerves részévé tette. A Tanhouse Lane északi végén fekszik a Flood Meadow és a környező Wey folyó, amely heves esőzések idején néha elöntötte a területet. A rét mellett nagy komlókert kapott helyet. 

## Fordítás
Ez a szócikk részben vagy egészben  a   Fanny Adams című angol Wikipédia-szócikk ezen változatának fordításán alapul.  Az eredeti cikk szerkesztőit annak laptörténete sorolja fel. Ez a jelzés csupán a megfogalmazás eredetét és a szerzői jogokat jelzi, nem szolgál a cikkben szereplő információk forrásmegjelöléseként.